# Paul Pui-Hay But
Paul Pui-Hay But ( 1953 - ) es un botánico, agrostólogo chino-estadounidense.

## Algunas publicaciones
- kit man Lau; h.e. Zhendan; hui Dong; kwok pui Fung, pui hay paul But. 2002. Anti-oxidative, anti-inflammatory and hepato-protective effects of Ligustrum robustum. J. of Ethnopharmacology 83 : 63–71. DOI 10.1016/S0378-8741(02)00192-7

### Libros
- pang-chui Shaw, j. Wang, paul p.h. But. 2002. Authentication of Chinese medicinal materials by DNA technology. Ed. World Scientific. 229 pp. ISBN 9810246218 En línea
- hson-mou Chang, paul p.h. But, sih-cheng Yao, l.l. Wang, s.c.s. Yeung. 2000. Pharmacology and Applications of Chinese Materia Medica, Volumen 1. Ed. World Scientific. 773 pp. ISBN 9810236921 En línea
- shiu-ying Hu, y.c. Kong, paul p.h. But. 1999. An enumeration of Chinese materia medica. Ed. Chinese University Press. 287 pp. ISBN 9622018033 En línea
- chung ki Sung, takeatsu Kimura, paul p.h. But, ji-xian Guo. 1998. International Collation of Traditional and Folk Medicine: Northeast Asia. Volumen 3, Parte 3 de Northeast Asia. Ed. World Scientific. 200 pp. ISBN 9810236395 En línea
- 1985. Hong Kong bamboos. Ed. Urban Council. 85 pp.
- 1977. Systematics of Pleuropogon R.Br. (Poaceae). Ed. University of California, Berkeley. 440 pp.

- La abreviatura «But» se emplea para indicar a Paul Pui-Hay But como autoridad en la descripción y clasificación científica de los vegetales.[1]